# Rocca di Neto
Rocca   di Neto község (comune) Calabria régiójában, Crotone megyében.

## Fekvése
A megye központi részén fekszik, a Neto folyó völgyében. Határai: Belvedere di Spinello, Casabona, Crotone, Santa Severina, Scandale és Strongoli.

## Története
A település első említése a 15. századból származik, de valószínűleg már jóval korábban lakott vidék volt. A hagyományok szerint a Neto völgyében, az i.e. 7. században megtelepülő akhájok alapították. 1460-ban Rossano hercege elpusztíttatta. A lassú újjáépítés 1664-ig tartott, amikor megépült erődje. 

## Népessége
A népesség számának alakulása:

## Főbb látnivalói
- Palazzo Gallo
- Palazzo Marrajeni Scordo
- Palazzo Barracco
- Palazzo Arcuri
- Palazzo Ape
- Madonna della Pietà-szentély
- Santa Filomena-templom
- San Martino Vescovo-templom
- Madonna di Setteporte-templom